# خط عرض 80° شمال
خط عرض 80° شمال هي إحدى دوائر العرض الجغرافية، وهي دوائر وهمية تحيط بالكرة الأرضية، وموازية لخط الاستواء، وتتميز هذه الدائرة بأن الأراضي الواقعة عليها تنتمي للمنطقة القطبية.

## حول العالم
خط عرض 80° شمال يبدأ من خط الزوال الأولي ويتجه شرقا ويمر عبر:
| الإحداثيات                           | البلد أو الإقليم أو البحر | ملاحظات                                                                                     |
| ------------------------------------ | ------------------------- | ------------------------------------------------------------------------------------------- |
| 80°0′N 0°0′E / 80.000°N 0.000°E      | المحيط الأطلسي            | بحر غرينلاند                                                                                |
| 80°0′N 15°58′E / 80.000°N 15.967°E   | النرويج                   | سفالبارد - جزيرة سبيتسبرغن                                                                  |
| 80°0′N 16°33′E / 80.000°N 16.550°E   | المحيط الأطلسي            | بحر غرينلاند                                                                                |
| 80°0′N 18°38′E / 80.000°N 18.633°E   | النرويج                   | سفالبارد - جزيرة نورداوستلاندت                                                              |
| 80°0′N 27°10′E / 80.000°N 27.167°E   | بحر بارنتس                | مرورا بجنوب the جزر Storøya وKvitøya، سفالبارد, النرويج · مرورا بجنوب جزيرة فيكتوريا, روسيا |
| 80°0′N 50°34′E / 80.000°N 50.567°E   | روسيا                     | أرخبيل فرنسوا جوزيف - جزيرة نورثبروك [لغات أخرى]‏                                            |
| 80°0′N 51°12′E / 80.000°N 51.200°E   | بحر بارنتس                |                                                                                             |
| 80°0′N 58°47′E / 80.000°N 58.783°E   | روسيا                     | أرخبيل فرنسوا جوزيف - Salm Island                                                           |
| 80°0′N 60°0′E / 80.000°N 60.000°E    | بحر بارنتس                |                                                                                             |
| 80°0′N 66°13′E / 80.000°N 66.217°E   | بحر كارا                  |                                                                                             |
| 80°0′N 91°18′E / 80.000°N 91.300°E   | روسيا                     | سيفيرينيا زيمليا - Pioneer Island وMatusevich Fjord، جزيرة ثورة أكتوبر                      |
| 80°0′N 99°20′E / 80.000°N 99.333°E   | بحر لابتيف                |                                                                                             |
| 80°0′N 105°40′E / 80.000°N 105.667°E | المحيط المتجمد الشمالي    |                                                                                             |
| 80°0′N 100°9′W / 80.000°N 100.150°W  | كندا                      | نونافوت - جزيرة ميغان [لغات أخرى]‏                                                           |
| 80°0′N 98°45′W / 80.000°N 98.750°W   | Sverdrup Channel          |                                                                                             |
| 80°0′N 96°37′W / 80.000°N 96.617°W   | كندا                      | نونافوت - جزيرة أكسل هايبرغ                                                                 |
| 80°0′N 87°9′W / 80.000°N 87.150°W    | Eureka Sound              |                                                                                             |
| 80°0′N 86°12′W / 80.000°N 86.200°W   | كندا                      | نونافوت - Fosheim Peninsula، جزيرة إليسمير                                                  |
| 80°0′N 82°44′W / 80.000°N 82.733°W   | Cañon Fiord               |                                                                                             |
| 80°0′N 82°1′W / 80.000°N 82.017°W    | كندا                      | نونافوت - جزيرة إليسمير                                                                     |
| 80°0′N 70°40′W / 80.000°N 70.667°W   | مضيق ناريس                |                                                                                             |
| 80°0′N 65°2′W / 80.000°N 65.033°W    | جرينلاند                  | Cape Clay                                                                                   |
| 80°0′N 17°14′W / 80.000°N 17.233°W   | جرينلاند                  | Hovgaard Island                                                                             |
| 80°0′N 17°9′W / 80.000°N 17.150°W    | المحيط الأطلسي            | بحر غرينلاند                                                                                |